# Eleições estaduais no Paraná em 1958
As eleições estaduais no Paraná em 1958 aconteceram em 3 de outubro como parte das eleições gerais no Distrito Federal, em 20 estados e nos territórios federais do Acre, Amapá, Rondônia e Roraima. Foram eleitos o senador Abilon de Sousa Naves, além de 14 deputados federais e 45 deputados estaduais.
Mineiro de Uberaba, Abilon de Sousa Naves estudou no Seminário de Mariana e fixou-se em Curitiba onde foi delegado do Instituto de Aposentadorias e Pensões dos Comerciários. Membro da diretoria e depois presidente da Caixa Econômica Federal, exerceu os cargos de secretário do Trabalho e Assistência Social e presidente do Instituto de Previdência e Assistência aos Servidores do Estado (IPASE) junto ao governo do Paraná. Seu derradeiro cargo público antes de estrear na política foi o de diretor da Carteira de Crédito Agrícola e Industrial do Banco do Brasil no governo do presidente Juscelino Kubitschek. Jornalista, comerciário e contador, foi eleito senador pelo PTB em 1958 e ocupava a vice-presidência nacional da legenda quando de sua morte em razão de um infarte em 12 de dezembro de 1959.
O falecimento do titular levou à efetivação do advogado Nelson Maculan. Nascido em Santana de Parnaíba, ele chegou a Londrina em 1938 e nesta cidade foi eleito vereador via UDN em 1954. Agricultor e industrial, dedicou-se à causa da lavoura cafeeira sendo escolhido chefe do escritório do Instituto Brasileiro do Café em Milão no governo Juscelino Kubitschek. Após mudar de partido, foi presidente do diretório estadual do PTB no Paraná e por esse partido foi eleito suplente do senador Abilon de Sousa Naves em 1958 sendo efetivado dois meses após a morte do titular.

## Resultado da eleição para senador
Foram apurados 538.220 votos nominais (86,74%), 51.330 votos em branco (9,10%) e 36.484 votos nulos (4,16%) totalizando 626.034 eleitores.
| Candidatos a senador da República | Primeiro suplente de senador | Número | Coligação           | Votação | Percentual |
| --------------------------------- | ---------------------------- | ------ | ------------------- | ------- | ---------- |
| Sousa Naves PTB                   | Nelson Maculan PTB           | -      | PTB (sem coligação) | 291.200 | 54,10%     |
| José Munhoz de Melo PSD           | Não havia -                  | -      | PSD (sem coligação) | 184.379 | 34,26%     |
| Francisco de Paula Soares UDN     | Frederico Werneck UDN        | -      | UDN (sem coligação) | 62.641  | 11,64%     |

## Deputados federais eleitos
São relacionados os candidatos eleitos com informações complementares da Câmara dos Deputados.

Representação eleita
  PTB: 6
  PSD: 4
  UDN: 2
  PRP: 1
  PDC: 1

| Deputados federais eleitos | Partido | Votação | Percentual | Cidade onde nasceu      | Unidade federativa |
| Jânio Quadros              | PTB     | 78.810  |            | Campo Grande            | Mato Grosso do Sul |
| Ney Braga                  | PDC     | 57.099  |            | Lapa                    | Paraná             |
| Accioly Filho              | PSD     | 56.392  |            | Paranaguá               | Paraná             |
| Plínio Salgado             | PRP     | 50.628  |            | São Bento do Sapucaí    | São Paulo          |
| Rafael Rezende             | PSD     | 27.802  |            | Luminárias              | Minas Gerais       |
| Petrônio Fernal            | PTB     | 26.129  |            | Oliveira                | Minas Gerais       |
| Miguel Buffara             | PTB     | 22.614  |            | Santos                  | São Paulo          |
| Mário Gomes                | PSD     | 18.847  |            | Salvador                | Bahia              |
| Othon Mader                | UDN     | 17.821  |            | Paranaguá               | Paraná             |
| José da Silveira           | PTB     | 17.536  |            | Bom Jesus do Itabapoana | Rio de Janeiro     |
| Bento Munhoz da Rocha      | UDN     | 17.199  |            | Paranaguá               | Paraná             |
| Jorge de Lima              | PTB     | 15.977  |            | Curitiba                | Paraná             |
| Oliveira Franco            | PSD     | 14.046  |            | Curitiba                | Paraná             |
| Antônio Baby               | PTB     | 9.806   |            | Mallet                  | Paraná             |

## Deputados estaduais eleitos
São relacionados os candidatos eleitos com informações complementares da Assembleia Legislativa do Paraná.

Representação eleita
  PSD: 17
  PTB: 13
  PDC: 4
  UDN: 4
  PSP: 4
  PR: 3

Fonteː
| Deputados estaduais eleitos      | Partido | Votação | Percentual | Cidade onde nasceu    | Unidade federativa |
| João Batista Ribeiro Júnior      | PSD     | 10.064  |            | Campina Grande do Sul | Paraná             |
| Jorge Nassar                     | PTB     | 10.048  |            | Curitiba              | Paraná             |
| José Colombino Grassano          | PSD     | 9.178   |            | Itamogi               | Minas Gerais       |
| Guataçara Borba Carneiro         | PSD     | 8.988   |            | Reserva               | Paraná             |
| Jorge Amin Maia                  | PSD     | 8.898   |            | Florianópolis         | Santa Catarina     |
| Ruy Gandara                      | PSD     | 8.555   |            | Francisco Beltrão     | Paraná             |
| Antônio Annibelli                | PTB     | 8.314   |            | São Paulo             | São Paulo          |
| Luiz Alberto Dalcanale           | PTB     | 7.893   |            | Joaçaba               | Santa Catarina     |
| Cândido Machado de Oliveira Neto | PSD     | 7.054   |            | Clevelândia           | Paraná             |
| Felipe Silveira Bittencourt      | PSD     | 7.045   |            | Lagoa Vermelha        | Rio Grande do Sul  |
| Antônio Ferreira Rüppel          | PSD     | 7.012   |            | Bocaiúva do Sul       | Paraná             |
| Zaqueu de Melo                   | PSP     | 6.760   |            | Monte Carmelo         | Minas Gerais       |
| Ladislau Lachowski               | PSD     | 6.641   |            | Curitiba              | Paraná             |
| Nelson Augusto Rosário           | PSD     | 6.175   |            | Cascavel              | Paraná             |
| Francisco Sady de Brito          | PSD     | 5.964   |            | Cruz Alta             | Rio Grande do Sul  |
| João Mansur                      | PSD     | 5.869   |            | Irati                 | Paraná             |
| Joaquim Néia de Oliveira         | PTB     | 5.767   |            | Ribeirão Claro        | Paraná             |
| Lincoln Ferreira Cunha Pereira   | PSP     | 5.573   |            | Curitiba              | Paraná             |
| Neo Martins                      | PSD     | 5.532   |            | Paranavaí             | Paraná             |
| Miguel Dinizo                    | PTB     | 5.502   |            | Itatiba               | São Paulo          |
| Vidal Vanhoni                    | PSD     | 5.457   |            | Paranaguá             | Paraná             |
| Haroldo Leon Peres               | UDN     | 5.427   |            | Rio de Janeiro        | Rio de Janeiro     |
| Nilson Baptista Ribas            | PDC     | 5.396   |            | Palmas                | Paraná             |
| Elias Nacle                      | PTB     | 5.299   |            | Lençóis Paulista      | São Paulo          |
| Padre Valdemiro Haneiko          | PDC     | 5.264   |            | Kiev                  | Ucrânia            |
| Emílio Humberto Carazzai         | PSD     | 5.256   |            | Arapongas             | Paraná             |
| Ernesto Moro Redeschi            | PSD     | 5.188   |            | Almirante Tamandaré   | Paraná             |
| Mário Faraco                     | PSD     | 5.165   |            | Araucária             | Paraná             |
| Eurico Batista Rosas             | PSP     | 5.021   |            | Ponta Grossa          | Paraná             |
| Mário Batista de Barros          | PTB     | 4.788   |            | Prudentópolis         | Paraná             |
| Libânio Estanislau Cardoso       | PTB     | 4.759   |            | São José dos Pinhais  | Paraná             |
| João Ferreira Neves              | PSP     | 4.713   |            | São João do Triunfo   | Paraná             |
| José Hoffmann                    | PTB     | 4.691   |            | Curitiba              | Paraná             |
| Pedro Liberti                    | PTB     | 4.456   |            | Londrina              | Paraná             |
| Silvino Lopes de Oliveira        | PTB     | 4.497   |            | Lapa                  | Paraná             |
| Aníbal Khury                     | UDN     | 4.246   |            | Porto União           | Santa Catarina     |
| Amaury Silva                     | PTB     | 4.155   |            | Rio Negro             | Paraná             |
| Waldemar Dares                   | PTB     | 4.145   |            | Campo Mourão          | Paraná             |
| João Vargas de Oliveira          | UDN     | 3.829   |            | Ponta Grossa          | Paraná             |
| Amadeu Puppi                     | UDN     | 3.530   |            | Paranaguá             | Paraná             |
| Nicanor de Vasconcelos Souza     | PR      | 3.517   |            | São Mateus do Sul     | Paraná             |
| Paulo Afonso Alves de Camargo    | PR      | 3.506   |            | Guarapuava            | Paraná             |
| Renato Loures Bueno              | PR      | 3.283   |            | Palmas                | Paraná             |
| Agostinho José Rodrigues         | PDC     | 3.163   |            | Curitiba              | Paraná             |
| Eduardo Machado de Lima          | PDC     | 2.320   |            | Joinville             | Santa Catarina     |